# Idaea gracilipennis
Idaea gracilipennis là một loài bướm đêm trong họ Geometridae.